# Bakkudu
Bakkudu is een bestuurslaag in het regentschap Padang Lawas Utara van de provincie Noord-Sumatra, Indonesië. Bakkudu telt 124 inwoners (volkstelling 2010).